# Фили
Фили́ — исторический район Москвы. Располагается в Западном административном округе, на месте существовавшего здесь села Фили (Покровское).
С запада граничит по Минской улице с историческим районом Мазилово, с северо-запада по Москве-реке — с историческими районами Терехово и Нижние Мнёвники, с севера по Москва-реке — с Карамышевом и Верхними Мнёвниками, с востока по Москве-реке — с Шелепихой, с юго-востока по линии Малого кольца МЖД — с Дорогомиловом, с юга по линии Киевского направления МЖД — с Потылихой, Троице-Голенищевом и Каменной Плотиной, с юго-запада по Минской улице — с Волынским.

## История района

### До революции
Село Фили (ранее Хвили) располагалось вблизи Москвы на речке Фильке, вдали от Большой дороги, в четырёх вёрстах от Дорогомиловской заставы. Известно с 1454 года.
Согласно Ивану Забелину, в XIV веке Филёвскими землями владел князь Владимир Андреевич Храбрый — двоюродный брат великого князя Московского Дмитрия Донского. Князь Владимир Андреевич завещал Филёвско-Кунцевские земли на помин души своей и всей великокняжеской семьи Новинскому монастырю, откуда эти земли перешли во владение ростовского архиепископа владыки Григория, строителя Дорогомиловского архиерейского двора в Москве.
В конце 1520-х годов Филёвская вотчина была пожалована великим Московским князем Василием III Фёдору Михайловичу Мстиславскому, который в 1525 году перешёл к нему на службу из Литвы.
В 1572 году царь Иван Грозный в своём духовном завещании подтвердил вотчинные владения, в том числе Фили и Кунцево, сыну Фёдора Михайловича князю Ивану Фёдоровичу Мстиславскому.
В начале XVII века взамен разрушенной поляками церкви Покрова в Кунцевском городище возводится на новом месте деревянная церковь Покрова с приделом Зачатия святой Анны.
У князя Ивана Мстиславского было два сына и две дочери. Княжна Ирина — старица Вознесенского монастыря — была последней владелицей села Хвили из рода Мстиславских. Она скончалась 15 ноября 1639 года в Вознесенском монастыре, а вотчина была взята в казну.
В 1649 году царь Алексей Михайлович пожаловал эти земли Илье Даниловичу Милославскому, отцу царицы Марии Ильиничны Милославской. После смерти в 1668 году Ильи Даниловича село и окрестные земли опять перешли в казну, а 11 июня 1689 года дворцовое село Хвили с деревнями Мазилово, Ипское, Гусарово было пожаловано царём Петром I в вотчину боярину Льву Кирилловичу Нарышкину, родному брату царицы Натальи Кирилловны — матери Петра I.
В 1690-х годах Лев Кириллович разворачивает благоустройство своего нового владения: строит в Филях барский деревянный дом с башней и часами, разбивает регулярный парк с системой из трёх прудов на реке Фильке, устраивает переправу через Москву-реку и строит новую церковь Покрова (1690—93) в новом, особенном стиле, получившем впоследствии название «нарышкинское барокко». После постройки храма село стало именоваться Покровским. А незадолго до смерти, около 1704 года, Л. К. Нарышкин перенёс крестьянские дворы за версту от прежнего места, подальше от усадьбы, к Можайской дороге у Поклонной горы, где образовалась сначала слободка, а затем и деревня с прежним названием Фили.
После смерти сына Льва Кирилловича Александра Львовича село Покровское и деревня Фили достались его сыну Александру Александровичу, которого удостоила 7 июля 1763 года своим посещением Покровского во время коронационных торжеств в Москве императрица Екатерина II.
Императрица переправилась через Москву-реку на собственном нарышкинском пароме и под звон колоколов и орудийный салют посетила храм Покрова.
Александр Александрович Нарышкин — владелец Покровского-Филей — умер в 1795 году, не оставив детей. Село перешло сначала к младшему брату Льву Александровичу, а после смерти последнего — к его сыну, Александру Львовичу.
Александр Львович Нарышкин умер в Париже в 1826 году. Во время его владения Филями и Кунцевом разразилась Отечественная война 1812 года, во время которой пострадала Церковь Покрова в Филях, а деревня пережила сильный пожар. Вскоре после войны церковь отремонтировали, а сгоревшая часть деревни Фили была отстроена заново.
1 (13) сентября во время Отечественной войны 1812 в Филях состоялся созванный М. И. Кутузовым военный совет для решения вопроса: дать ли сражение под Москвой или оставить город без боя (см. совет в Филях). Изба крестьянина А. Фролова, в которой происходил совет, сгорела в 1868, была восстановлена в 1887, с 1962 — филиал Бородинской панорамы.

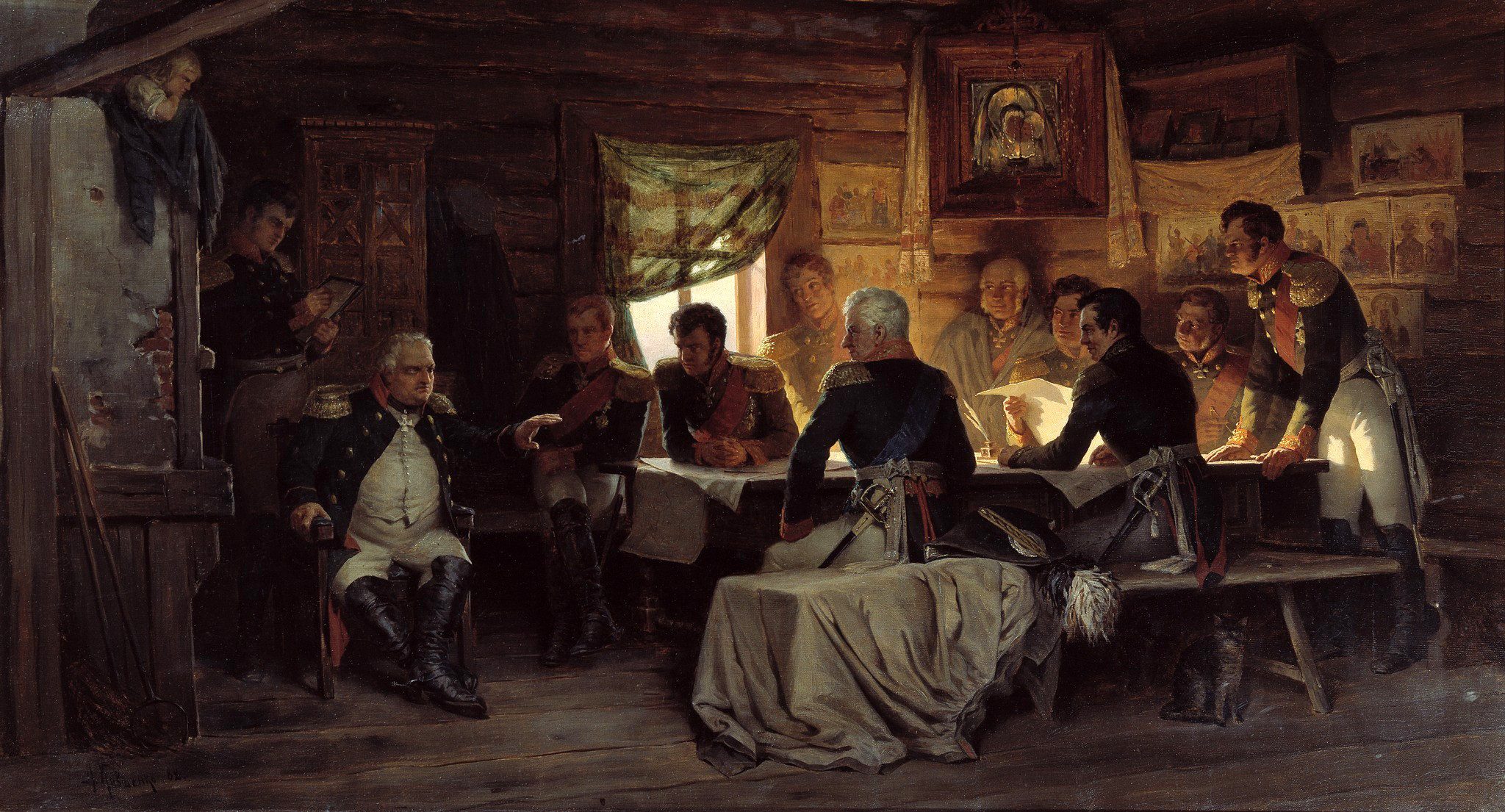
Картина Алексея Кившенко «Военный совет в Филях» (1880)

В 1854 году Э. Д. Нарышкин перенёс деревню Фили ближе к селу Покровское, на старом месте осталась лишь изба Фроловых, в которой и проходил знаменитый совет в Филях.

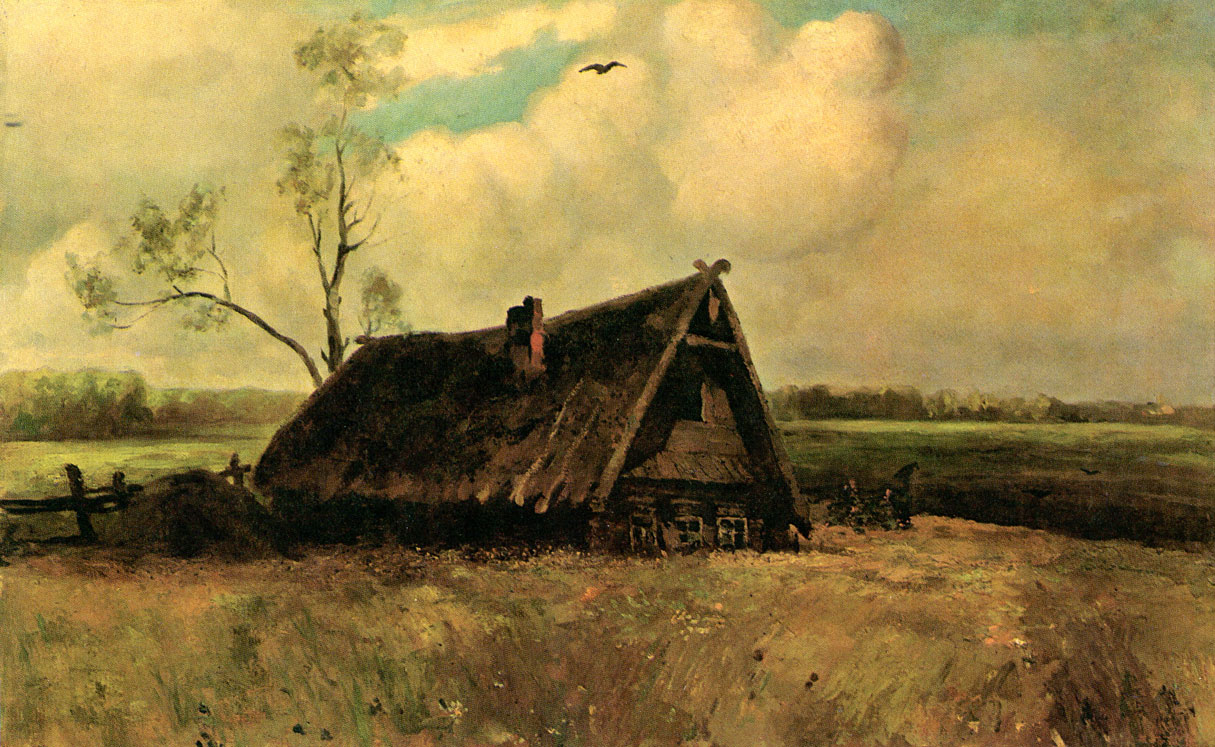
Картина Саврасова «Дом совета в Филях»

К середине XIX века род Нарышкиных потерял свои владения в Филях и Кунцеве. В 1865 году часть вотчины была продана богатому предпринимателю Кузьме Терентьевичу Солдатёнкову, часть — бывшему управляющему Г. Гурьеву и часть в 1869 году — Павлу Григорьевичу Шелапутину.
В 1870 году через Фили прошла Московско-Брестская железная дорога и была построена железнодорожная станция Фили, которая стоит как бы на границе между старым селом Покровское-Хвили и деревней Фили.
В конце XIX века деревня уже вплотную примыкала к Москве. Большинство населения занималось огородничеством и садоводством, ориентированным на сбыт в городе. В Филях находилась большая красильно-набивная фабрика купца Сергея Дмитриевича Кузьмичёва с 589 рабочими.
В 1916 году на северо-западной окраине Филей построен «Второй автомобильный завод „Руссо-Балт“» на базе эвакуированного из Риги завода «Руссо-Балт».

### После революции
В 1921 году на базе завода «Руссо-Балт» организуется «Первый Государственный бронетанко-автомобильный завод».
В 1922 году предприятие выпускает первые пять отечественных автомобилей «Руссо-Балт».
23 января 1923 года «Первый Государственный бронетанко-автомобильный завод» был передан в концессию на 30 лет немецкой самолётостроительной фирме «Юнкерс».
По данным переписи 1926 года в деревне значилось 396 хозяйств и жило 1342 человека.
1 марта 1927 года договор концессии со стороны СССР был расторгнут, предприятие переименовывается в Государственный авиационный завод № 7, вскоре преобразованный в завод № 22 имени 10-летия Октября (в 1933 году заводу присвоено имя С. П. Горбунова).
30 января 1931 года Фили вошли в состав Москвы.
Во время Великой Отечественной войны после начала боёв на московском направлении осенью 1941 года в Филях была развёрнута подвижная танкоремонтная база ПТРБ-25 (сформированная из рабочих завода № 183). Во время битвы за Москву ПТРБ-25 отремонтировала несколько десятков танков, а после завершения сражения была направлена в район Сталинграда.
В декабре 1941 года на территории завода № 22 в Москве образован авиационный завод № 23, который до 1945 года производил бомбардировщики дальнего радиуса действия Ил-4 и фронтовые Ту-2.
С 1949 года по март 1951 года Авиазавод № 23 выпускал серийно самолёты Ту-4.
В марте 1951 года завод № 23 был передан в распоряжение ОКБ-23 В. М. Мясищева.

В дальнейшем завод № 23 выпускал вертолёты Ми-6 и Ми-8.
В 1960 году ОКБ-23 было перепрофилировано на разработку ракетно-космической техники и передано (вместе с заводом № 23) в подчинение ОКБ-52, генеральным конструктором которого был В. Н. Челомей, и ставшее филиалом № 1 ОКБ-52.
В 1961 году завод № 23 стал называться Машиностроительным заводом имени Хруничева.
В Филях находятся Филёвский парк и Поклонная гора, расположены Западный речной порт, завод имени Хруничева, Федеральная таможенная служба, комбинат железобетонных изделий, телевизионный завод «Рубин», стадион «Фили» (вместимостью 2000 человек).
В 2019 году на территории Государственного космического научно-производственного центра (ГКНПЦ) имени Хруничева началось строительство новой штаб-квартиры Роскосмоса Национального космического центра (НКЦ).